# طوطی کارولینا
طوطی کارولینا (نام علمی: Conuropsis carolinensis) نام یک گونه منقرض‌شده از تیره طوطیان است.